# عزت‌الله یزدان‌پناه

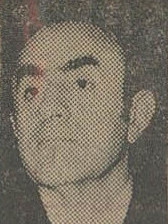
یزدان‌پناه

عزت‌الله یزدان‌پناه(۱۲۹۶–۱۳۶۸) نماینده مجلس، سناتور (نایب رئیس مجلس سنا)و وزیر مشاور در دوران پهلوی دوم بود.

## تحصیلات
یزدان‌پناه دارای لیسانس حقوق از دانشکده حقوق دانشگاه تهران و مدرک دکترا در اقتصاد از دانشگاه پاریس بود و دو کتاب تحت عنوان: در مورد تاریخ سیاست خارجی ایران از مرگ نادر تا تأسیس سلسله قاجاریه و نفت ایران و مراجع بین‌المللی در نوشته است.

## فعالیت‌های سیاسی
یزدان پناه ابتدا وارد وزارت دارایی شد و سپس در دوره‌های. دکتر یزدان‌پناه در دوره بیست و یکم، بیست و دوم و بیست و سوم مجلس شورای ملی از حوزه انتخابیه تنکابن وارد مجلس شد. او قبل از پایان دوره وکالت مجلس بیست و سوم معاون پارلمانی نخست‌وزیر و وزیر مشاور شده و بعد از تهران به سناتوری مجلس سنا انتخاب و نایب رئیس مجلس سنا شد). او از زمان تأسیس حزب رستاخیر تا سال ۱۳۵۷ عضو کمیته سیاسی حزب بود.
او از جمله افرادی بود که بعد از انقلاب ۱۳۵۷ ایران اموالش مصادره شد.